# Eurocopa de Basquetebol
A Eurocopa da ULEB é uma competição européia de basquetebol organizada pela União das Ligas de Basquetebol da Europa (ULEB) onde competem as equipes melhores qualificadas em suas ligas, que não obtiveram classificação para a Euroliga. A partir da temporada 2008–09, esta competição passou a chamar-se de Eurocopa (em inglês: EuroCup). O campeão do temporada participa da Euroliga do ano seguinte.
Esta competição foi criada na temporada 2002–03 substituindo a Copa Korać, a qual era organizada pela Federação Internacional de Basquetebol entre os anos de 1972 e 2002 e sempre foi considerada a segunda competição mais importante da Europa até nos dias de hoje, sendo a Euroliga a competição interclubes mais importante, também organizada pela ULEB.

## Sistema de competição
A competição tem o seguinte sistema de disputa:
- Na primeira fase participam 24 equipes, divididas em quatro grupos com seis equipes cada. Disputam partidas de ida e volta contra todos dentro do grupo. Os dois mais bem classificados, juntamente com os dois melhores terceiros lugares classificam-se para a próxima fase.
- Play-off (eliminatória direta entre as equipes) de oitavas de final com duas partidas (ida e volta), cujo vencedor classifica-se para a próxima fase.
- Play-off de quartas de final com duas partidas em ida e volta, classificando o vencedor para a próxima fase.
- Play-off de semifinais igualmente com duas partidas (ida e volta), classificando o vencedor para a final.
- A grande final é disputada em jogo único, disputado em sede previamente estabelecida de maneira neutra.

## Resultados
| Ano     |                                                   | Final                                             | Final                                             | Final                                             |                                                   | Semifinalistas                                    | Semifinalistas             |
| Ano     | Campeão                                           | Placar                                            | Vice-campeão                                      | Terceiro lugar                                    | Quarto lugar                                      |                                                   |                            |
| 2002–03 | Valencia                                          | 168–154 (78–90 / 78–76)                           | Krka                                              | Estudiantes                                       | Joventut Badalona                                 |                                                   |                            |
| 2003–04 | Hapoel Jerusalem                                  | 83–72                                             | Real Madrid                                       | FMP                                               | Estudiantes                                       |                                                   |                            |
| 2004–05 | Lietuvos Rytas                                    | 78–74                                             | Makedonikos                                       | Valencia                                          | Vršac                                             |                                                   |                            |
| 2005–06 | Dynamo Moscow                                     | 73–60                                             | Aris                                              | Hapoel Jerusalem                                  | Vršac                                             |                                                   |                            |
| 2006–07 | Real Madrid                                       | 87–75                                             | Lietuvos Rytas                                    | UNICS                                             | FMP                                               |                                                   |                            |
| 2007–08 | Joventut Badalona                                 | 79–54                                             | Girona                                            | Dynamo Moscow                                     | Galatasaray                                       |                                                   |                            |
| 2008–09 | Lietuvos Rytas                                    | 80–74                                             | Khimki                                            | Vršac                                             | Bilbao                                            |                                                   |                            |
| 2009–10 | Valencia                                          | 67–44                                             | Alba Berlin                                       | Bilbao                                            | Panellinios                                       |                                                   |                            |
| 2010–11 | UNICS                                             | 92–77                                             | Sevilla                                           | Cedevita                                          | Treviso                                           |                                                   |                            |
| 2011–12 | Khimki                                            | 77–68                                             | Valencia                                          | Lietuvos Rytas                                    | Spartak St. Petersburg                            |                                                   |                            |
| 2012–13 | Lokomotiv Kuban                                   | 75–64                                             | Bilbao                                            | Valencia                                          | Budivelnyk                                        |                                                   |                            |
| 2013–14 | Valencia                                          | 165–140 (80–67 / 73–85)                           | UNICS                                             | Nizhny Novgorod                                   | Estrela Vermelha                                  |                                                   |                            |
| 2014–15 | Khimki                                            | 174–130 (66–91 / 83–64)                           | Gran Canaria                                      | Banvit                                            | UNICS                                             |                                                   |                            |
| 2015–16 | Galatasaray Odeabank                              | 140–133 (66–62 / 78–67)                           | Strasbourg IG                                     | Herbalife Gran Canaria                            | Dolomiti Energia Trento                           |                                                   |                            |
| 2016–17 | Unicaja Malaga                                    | 2–1 (68–62 / 79–71 / 58–63)                       | Valencia                                          | Lokomotiv Kuban                                   | Hapoel Jerusalem                                  |                                                   |                            |
| 2017–18 | Darüşşafaka                                       | 2–0 (81–71 / 67–59)                               | Lokomotiv Kuban                                   | FC Bayern                                         | Grissin Bon Reggio Emilia                         |                                                   |                            |
| 2018–19 | Valencia                                          | 2–1 (89–75 / 92–95 / 89–63)                       | Alba Berlin                                       | UNICS                                             | MoraBanc Andorra                                  |                                                   |                            |
| 2019–20 | Cancelado devido à pandemia de COVID-19 na Europa | Cancelado devido à pandemia de COVID-19 na Europa | Cancelado devido à pandemia de COVID-19 na Europa | Cancelado devido à pandemia de COVID-19 na Europa | Cancelado devido à pandemia de COVID-19 na Europa | Cancelado devido à pandemia de COVID-19 na Europa |                            |
| 2020–21 | AS Monaco                                         | 2–0 (89–87 / 83–86)                               | UNICS                                             |                                                   | Herbalife Gran Canaria                            | Segafredo Virtus Bologna                          |                            |
| 2021–22 | Segafredo Virtus Bologna                          | 80–67                                             | Frutti Extra Bursaspor                            | Valencia                                          | MoraBanc Andorra                                  |                                                   |                            |
| 2022–23 | Gran Canaria                                      | 71–67                                             | Türk Telekom Ankara                               | Joventut                                          | Promethey Slobozhanske                            |                                                   |                            |
| 2023–24 |                                                   | Paris Basketball                                  | 2–0 (77–64 / 89–81)                               | Mincidelice JL Bourg en Bresse                    |                                                   | London Lions                                      | Beşiktaş Emlakjet Istanbul |
| 2024–25 |                                                   | Hapoel Tel Aviv                                   | 2–0 (74–65 / 103–94)                              | Dreamland Gran Canaria                            |                                                   | Valencia                                          | Bahçeşehir Koleji          |

## Performance por clube
| Clube            | Títulos | Vices | Anos em que foi campeão            | Anos em que foi vice-campeão |
| ---------------- | ------- | ----- | ---------------------------------- | ---------------------------- |
| Valencia Basket  | 4       | 2     | 2002–03, 2009–10, 2013–14, 2018–19 | 2011–12, 2016–17             |
| Rytas            | 2       | 1     | 2004–05, 2008–09                   | 2006–07                      |
| Khimki           | 2       | 1     | 2011–12, 2014–15                   | 2008–09                      |
| UNICS            | 1       | 2     | 2010–11                            | 2013–14, 2020–21             |
| Real Madrid      | 1       | 1     | 2006–07                            | 2003–04                      |
| Lokomotiv Kuban  | 1       | 1     | 2012–13                            | 2017–18                      |
| Gran Canaria     | 1       | 2     | 2022–23                            | 2014–15, 2024–25             |
| Hapoel Tel Aviv  | 1       | 0     | 2024–25                            |                              |
| Paris Basketball | 1       | 0     | 2023-24                            | –                            |
| Hapoel Jerusalem | 1       | 0     | 2003–04                            | –                            |
| Dynamo Moscow    | 1       | 0     | 2005–06                            | –                            |
| Joventut         | 1       | 0     | 2007–08                            | –                            |
| Galatasaray      | 1       | 0     | 2015–16                            | –                            |
| Málaga           | 1       | 0     | 2016–17                            | –                            |
| Darüşşafaka      | 1       | 0     | 2017–18                            | –                            |
| Monaco           | 1       | 0     | 2020–21                            | –                            |
| Virtus Bologna   | 1       | 0     | 2021–22                            | –                            |
| Alba Berlin      | 0       | 2     | –                                  | 2009–10, 2018–19             |
| Bourg en Bresse  | 0       | 1     | –                                  | 2023-24                      |
| Krka             | 0       | 1     | –                                  | 2002–03                      |
| Makedonikos      | 0       | 1     | –                                  | 2004–05                      |
| Aris             | 0       | 1     | –                                  | 2005–06                      |
| Girona           | 0       | 1     | –                                  | 2007–08                      |
| Real Betis       | 0       | 1     | –                                  | 2010–11                      |
| Bilbao           | 0       | 1     | –                                  | 2012–13                      |
| Strasbourg       | 0       | 1     | –                                  | 2015–16                      |
| Bursapor         | 0       | 1     | –                                  | 2021–22                      |
| Türk Telekom     | 0       | 1     | –                                  | 2022–23                      |

## Recordes

### Treinadores Campeões
| Treinador           | Títulos | Temporada |
| ------------------- | ------- | --------- |
| Paco Olmos          | 1       | 2002-03   |
| Sharon Drucker      | 1       | 2003-04   |
| Tomo Mahorič        | 1       | 2004-05   |
| Dušan Ivković       | 1       | 2005-06   |
| Joan Plaza          | 1       | 2006-07   |
| Aíto García Reneses | 1       | 2007-08   |

### Recordes Individuais acumulados
atualizados em 20 de abril de 2008

### Pontuações Coletivas
A Partida da Eurocopa da ULEB com maior pontuação conjunta foi diputada entre Akademik Sofia (Lukoil Akademik) e KK Zagreb na primeira rodada da fase regular da temporada 2003/2004.
Somando a pontuação das duas equipes chegamos a 231 pontos, numa partida que teve três prorrogações. A partida foi vencida pelos búlgaros por apenas um ponto, 116 a 115. O tempo regulamentar de partida terminou empatado em 79 pontos, o primeiro tempo extra em 91 pontos e a segunda prorrogação em 107 pontos. O KK Zagreb é considerado o "perdedor" que mais pontos fez na história da Eurocopa da ULEB.
O ganhador com maior pontuação é o Adecco Estudiantes de Pepu Hernández, que na temporada 200/2003 venceu o Generali Group Trieste por 121 a 76. Sendo que nesta partida 3 atletas do Adecco Estudiantes ultrapassaram os vinte pontos marcados na partida: Corey Brewer (23), Germán Gabriel (22) e Nikala Loncar (21). Outro recorde alcançado pelo Adecco Estudiantes é o de maior vantagem no marcador, 45 pontos. Superado apenas pelo Lietuvos Rytas pouco mais de um ano depois em partida contra o KK Split, onde a vantagem chegou a 47 pontos.
Contrastando com grandes placares, as equipes de Deutsche Bank Skyliners da Alemanha e o Virtus de Roma disputaram a partida com menor placar, 54 a 50 pela primeira rodada da Temporada 2005/2006. Os italianos foram os "Ganhadores com menor placar".
A Equipe que menor pontos marcou numa partida foi o Spirou de Charleroi contra o KK Zeleznik, apenas 44 pontos contra os 62 dos belgrandenes pela Temporada 2005/2006.